# Altaf Qadri
Altaf Qadri (* 1. ledna 1976 Šrínagar) je indický fotoreportér, spolupracující s agenturou Associated Press.

## Život
Narodil se 1. ledna 1976 ve Šrínagaru. Svou první zakázku na volné noze dostal v roce 2001, tehdy pracoval jako fotograf pro místní noviny. V roce 2003 nastoupil do Evropské tiskové agentury, pro kterou rozsáhle pokrýval kašmírský konflikt, než v roce 2008 nastoupil do agentury Associated Press.